# Arnaud Lagardère

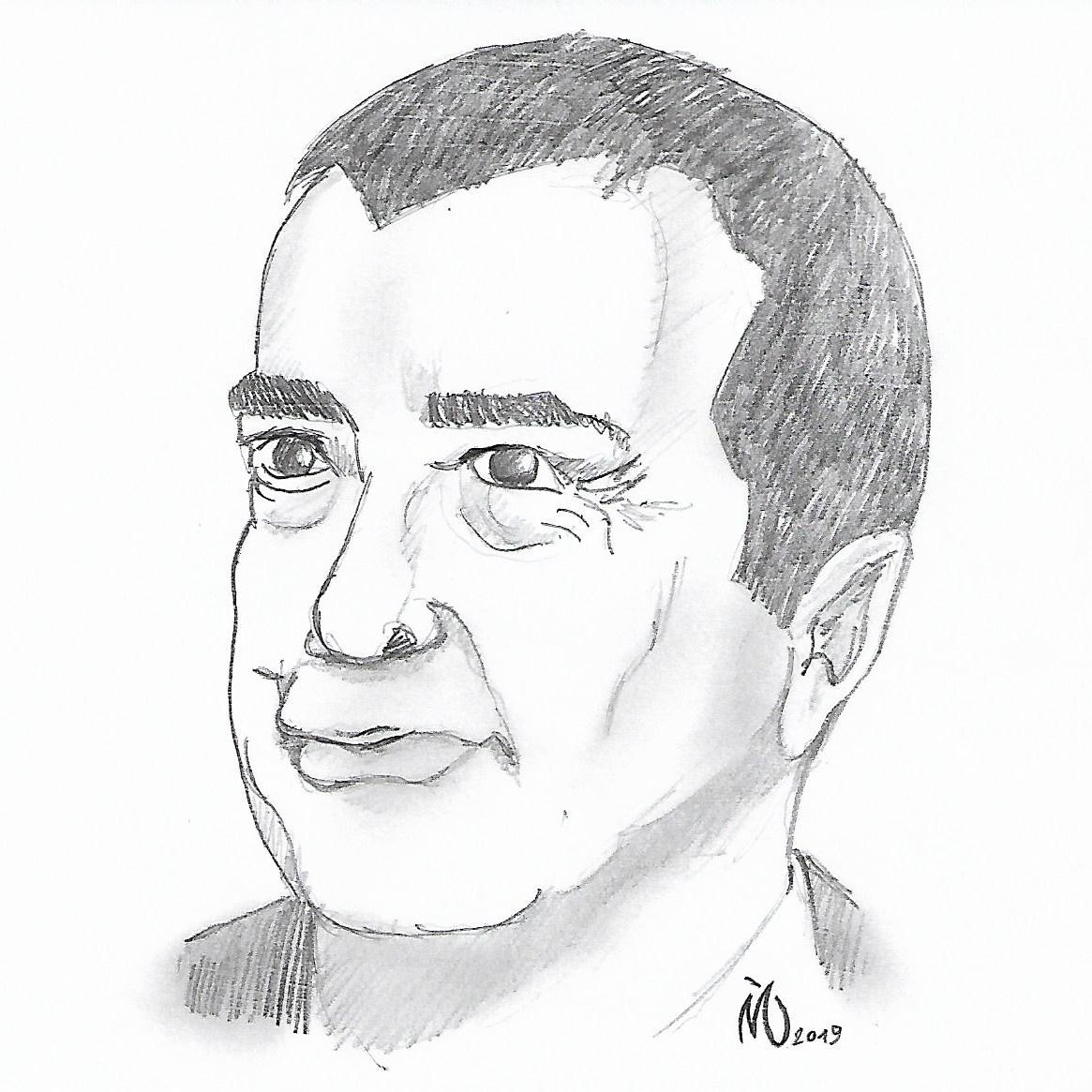
Arnaud Lagardère

Arnaud Lagardère (* 18. März 1961 in Boulogne-Billancourt, Region Île-de-France) ist ein französischer Unternehmer, Vorsitzender und Generaldirektor der Groupe Lagardère, zu der u. a. der Verlag Hachette Livre und die Mediengruppe Lagardère News (mit Europe 1, Paris Match, Le Journal du Dimanche) gehören.

## Werdegang
Arnaud Lagardère ist der Sohn von Jean-Luc Lagardère (1928–2003), dem ehemaligen Chef des französischen Rüstungs-, Luftfahrt- und Autokonzerns Matra, der mit dem Kauf des Radiosenders Europe 1 (1974) und des Hachette-Verlags (1980) auch ins Mediengeschäft einstieg. Der Luftfahrtzweig von Matra ging 2000 in EADS auf, an der die Lagardère-Gruppe bis 2013 maßgeblich beteiligt war.
Arnaud Lagardère besuchte das Lycée Janson de Sailly und studierte an der Universität Paris-Dauphine, wo er mit einer Maîtrise in angewandter Ökonomie und einem Diplôme d’études approfondies (DEA) in Organisationsstrategie abschloss. Er wurde 1986 Mitglied des Verwaltungsrats und 1989 Generaldirektor der Lagardère-Holding. Zudem managte er 1994–1998 das amerikanische Tochterunternehmen Grolier. Er übernahm 1999 die Leitung die Leitung der Rundfunksparte Lagardère Active mit den Sendern Europe 1, Virgin FM, RFM (Radio) und MCM (Musikfernsehen).
Als Nachfolger seines verstorbenen Vaters wurde Arnaud Lagardère 2003 persönlich haftender Gesellschafter und Geschäftsführer der als Kommanditgesellschaft auf Aktien organisierten Holdinggesellschaft Largadère SCA. Diese war einer der wichtigsten Aktionäre (zuletzt mit einem Anteil von 7,4 Prozent) im europäischen Luftfahrt- und Militärkonzern EADS, zu dem Airbus gehört. Arnaud Largadère sollte ursprünglich 2012 den Vorsitz des Verwaltungsrates von EADS übernehmen. Im April 2013 verkaufte die Lagardère-Gruppe ihre verbliebenen Anteile bei EADS.
Die französische Wirtschaftszeitschrift Challenges schätzte das Vermögen von Arnaud Lagardère und seiner Familie im Juli 2022 auf 390 Millionen Euro. Damit war er auf Platz 317 der reichsten Franzosen und der zweitreichste Verleger des Landes. Im Jahr 2007 hatte er noch über 802 Millionen Euro verfügt.

## Privates
Von 1992 bis 2010 war Lagardère mit der Österreicherin Manuela Erdödy verheiratet, mit der er zwei Söhne hat. Seit Mai 2013 ist er mit dem belgischen Modell Jade Forêt (* 1990) verheiratet, die er 2010 kennenlernte. Das Paar hat zwei Töchter und einen Sohn.
Im Juli 2011 erschien bei Youtube ein Video von einem Fotoshooting, das für die Tageszeitung Le Soir in seinem Landhaus in Rambouillet bei Paris aufgenommen wurde und das Lagardère und Forêt beim Schmusen zeigt. Kommentatoren beurteilten die Veröffentlichung als einem Manager in Lagardères Position völlig unangemessen und surreal. Er wirke darin wie ein kleiner Junge. Mitarbeiter der Groupe Lagardère stellten seine Fähigkeit, das Unternehmen zu führen, in Frage.